# Shay Mitchell

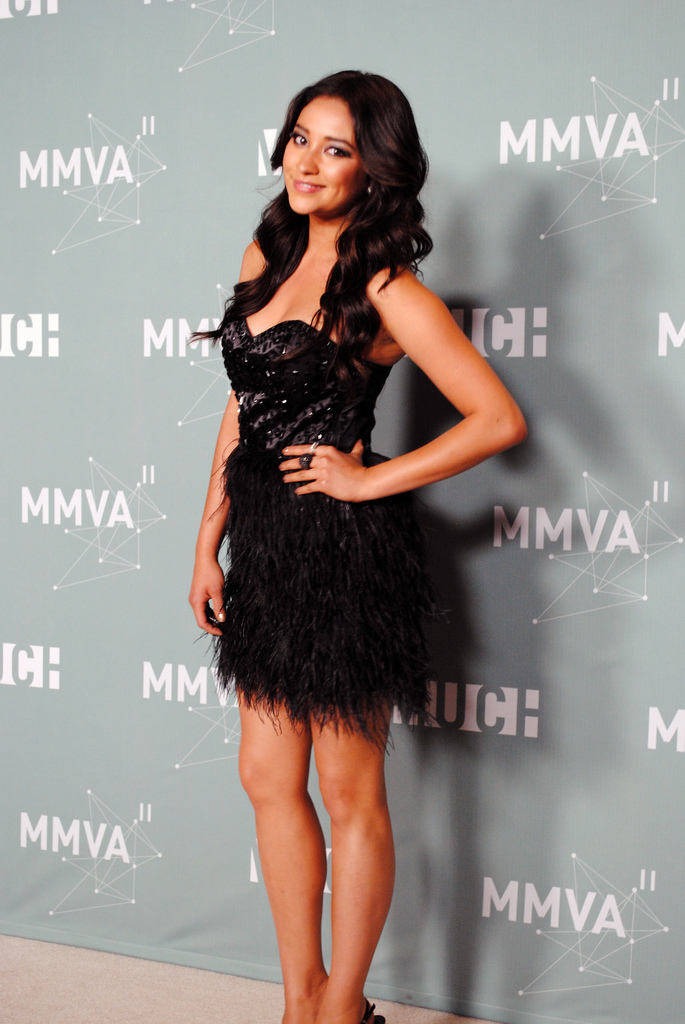
Shay Mitchell (2011)

Shannon Ashley Mitchell (ur. 10 kwietnia 1987 w Mississauga) – kanadyjska aktorka i modelka.

## Życiorys
Shannon urodziła się w 1987 roku. Jej matka jest Filipinką, a ojciec Irlandczykiem pochodzenia szkockiego. Mając pięć lat rozpoczęła lekcje tańca. W wieku dziesięciu lat przeprowadziła się wraz z rodziną do Vancouver. Jako nastolatka odnosiła sukcesy jako modelka. Studiowała w Toronto.

## Filmografia

### Film
| Rok  | Tytuł                 | Rola       | Uwagi           |
| ---- | --------------------- | ---------- | --------------- |
| 2010 | Verona                | Model      | krótkometrażowy |
| 2014 | Immediately Afterlife | Marissa    | krótkometrażowy |
| 2016 | Dreamland             | Nicole     |                 |
| 2016 | Mother's Day          | Tina       |                 |
| 2018 | Diabeł – Inkarnacja   | Megan Reed |                 |

### Telewizja
| Rok       | Tytuł                    | Rola                  | Uwagi                 |
| --------- | ------------------------ | --------------------- | --------------------- |
| 2009      | Degrassi: Nowe pokolenie | Model                 | 1 odcinek             |
| 2010      | Aaron Stone              | Irina Webber          | 4 odcinki             |
| 2010      | Rookie Blue              | Cute Girl             | 1 odcinek             |
| 2010–2017 | Słodkie kłamstewka       | Emily Fields          | główna rola; 165 odc. |
| 2012      | Glee                     | Girl in Yellow Jacket | 1 odcinek             |
| 2018      | Ty                       | Peach Salinger        | gł. rola, 8 odcinków  |